# Wuhai
Wuhai (en chino, 乌海; pinyin, Wūhǎi ; en mongol: Үхай, romanizado: Ühay / Üqai) es una ciudad-prefectura en la provincia de Mongolia Interior, República Popular China. Localizada entre el Desierto de Gobi y el desierto Ordos. Limita al norte con Bayannur,al sur con Yinchuan,al suroeste con Wuwei y al este con la Ciudad de Ordos.

## Administración
La ciudad prefectura de Wuhai se divide en 3 distritos.
- Distrito Haibowan 海勃湾区
- Distrito Hainan 海南区
- Distrito Wuda 乌达区

## Toponimia
El 30 de agosto de 1975 las municipalidades de Wuda (乌达) y Haibowan (海勃湾) se fusionaron para formar la nueva ciudad-prefectura de Wuhai y quedaron bajo el gobierno de la provincia de  Mongolia Interior, actualmente forman los distritos Wuda y Haibowan respectivamente. En diciembre de 1979, la municipalidad Lan Seng se anexó y pasó a llamarse Distrito Hainan.

## Clima
La lluvia es poco frecuente en primavera, la zona es calurosa en verano y fría en otoño con poca nieve en invierno.
| Parámetros climáticos promedio de Wuhai (1981–2010 normals) | Parámetros climáticos promedio de Wuhai (1981–2010 normals) | Parámetros climáticos promedio de Wuhai (1981–2010 normals) | Parámetros climáticos promedio de Wuhai (1981–2010 normals) | Parámetros climáticos promedio de Wuhai (1981–2010 normals) | Parámetros climáticos promedio de Wuhai (1981–2010 normals) | Parámetros climáticos promedio de Wuhai (1981–2010 normals) | Parámetros climáticos promedio de Wuhai (1981–2010 normals) | Parámetros climáticos promedio de Wuhai (1981–2010 normals) | Parámetros climáticos promedio de Wuhai (1981–2010 normals) | Parámetros climáticos promedio de Wuhai (1981–2010 normals) | Parámetros climáticos promedio de Wuhai (1981–2010 normals) | Parámetros climáticos promedio de Wuhai (1981–2010 normals) | Parámetros climáticos promedio de Wuhai (1981–2010 normals) |
| Mes                                                         | Ene.                                                        | Feb.                                                        | Mar.                                                        | Abr.                                                        | May.                                                        | Jun.                                                        | Jul.                                                        | Ago.                                                        | Sep.                                                        | Oct.                                                        | Nov.                                                        | Dic.                                                        | Anual                                                       |
| ----------------------------------------------------------- | ----------------------------------------------------------- | ----------------------------------------------------------- | ----------------------------------------------------------- | ----------------------------------------------------------- | ----------------------------------------------------------- | ----------------------------------------------------------- | ----------------------------------------------------------- | ----------------------------------------------------------- | ----------------------------------------------------------- | ----------------------------------------------------------- | ----------------------------------------------------------- | ----------------------------------------------------------- | ----------------------------------------------------------- |
| Temp. máx. media (°C)                                       | −1.2                                                        | 3.6                                                         | 10.7                                                        | 19.2                                                        | 25.7                                                        | 30.5                                                        | 32.4                                                        | 30.2                                                        | 24.7                                                        | 17.3                                                        | 8.0                                                         | 0.4                                                         | 16.8                                                        |
| Temp. media (°C)                                            | −8.1                                                        | −3.4                                                        | 3.8                                                         | 12.2                                                        | 19.1                                                        | 24.1                                                        | 26.1                                                        | 23.9                                                        | 18.3                                                        | 10.3                                                        | 1.0                                                         | −6.1                                                        | 10.1                                                        |
| Temp. mín. media (°C)                                       | −13.6                                                       | −9.2                                                        | −2.3                                                        | 5.6                                                         | 12.4                                                        | 17.6                                                        | 20.2                                                        | 18.3                                                        | 12.4                                                        | 4.3                                                         | −4.3                                                        | −11.3                                                       | 4.2                                                         |
| Precipitación total (mm)                                    | 1.0                                                         | 2.3                                                         | 4.1                                                         | 5.0                                                         | 16.6                                                        | 21.9                                                        | 34.8                                                        | 36.2                                                        | 22.7                                                        | 7.4                                                         | 1.7                                                         | 1.3                                                         | 155                                                         |
| Humedad relativa (%)                                        | 50                                                          | 42                                                          | 34                                                          | 28                                                          | 30                                                          | 35                                                          | 43                                                          | 47                                                          | 48                                                          | 45                                                          | 46                                                          | 49                                                          | 41.4                                                        |
| Fuente: China Meteorological Administration                 |                                                             |                                                             |                                                             |                                                             |                                                             |                                                             |                                                             |                                                             |                                                             |                                                             |                                                             |                                                             |                                                             |

## Economía
La economía de la ciudad se basa pesadamente en la explotación minera de carbón, la generación de la energía eléctrica, la metalúrgica e industrias químicas, pero también en la frutas que cultivan (especialmente uvas).

## Proyecto de Vivienda
Wuhai ha sido el centro de un escándalo público cuando se reveló que el dinero asignado originariamente a la construcción de vivienda para gente de bajos recursos se utilizó para construir edificios lujosos de oficina.
De acuerdo con estadísticas oficiales del 2006 por el gobierno local,el 30% de la población total urbana en la zona, vivían en lugares inapropiados en los suburbios. Estas familias de bajos ingresos tuvo que lidiar con problemas del mal suministro de agua potable y las malas condiciones de higiene. Como resultado, un proyecto de vivienda se planificó para reconstruir la zona, a partir de febrero de 2006. El plan establecía que iniciaba la obra en 2007 con el 15%,el 40% para finales de 2008, y 2009, y los restantes a finales de 2010. Pero la obra no se completó por falta de dinero. Las investigaciones por las autoridades revelaron que 150 millones de yuanes supuestamente se utilizaron para la financiación de edificios de lujo.
El nuevo edificio de oficinas del gobierno de 17 plantas, apodado el "Wuhai Urbano ". Además, también había otro edificio de cinco pisos conectado con el edificio principal. La superficie total es de alrededor de 61.168 metros cuadrados. La construcción comenzó en marzo de 2006, y el complejo de edificios se espera que sea plenamente operado antes de finales de 2008. El contratista admitió que el complejo de edificios de oficinas es tan lujoso como un hotel de cuatro estrellas. La investigación reveló que el costo del edificio completo es de 150 millones de yuanes y el fondo inicial para el proyecto de vivienda para reconstruir los barrios poblados para las familias de bajos ingresos se utilizó para estas dos construcciones, haciendo que el proyecto de vivienda marche a paso lento.
Cuando el escándalo fue expuesto por numerosos medios de comunicación china,se enfureció a la opinión pública. Más indignación pública resultó en el hecho de que el edificio actual de la oficina ya era demasiado lujoso y aún le estaban metiendo dinero a la obra dejando a la gente sin viviendas.